# Chiostri dei Girolamini

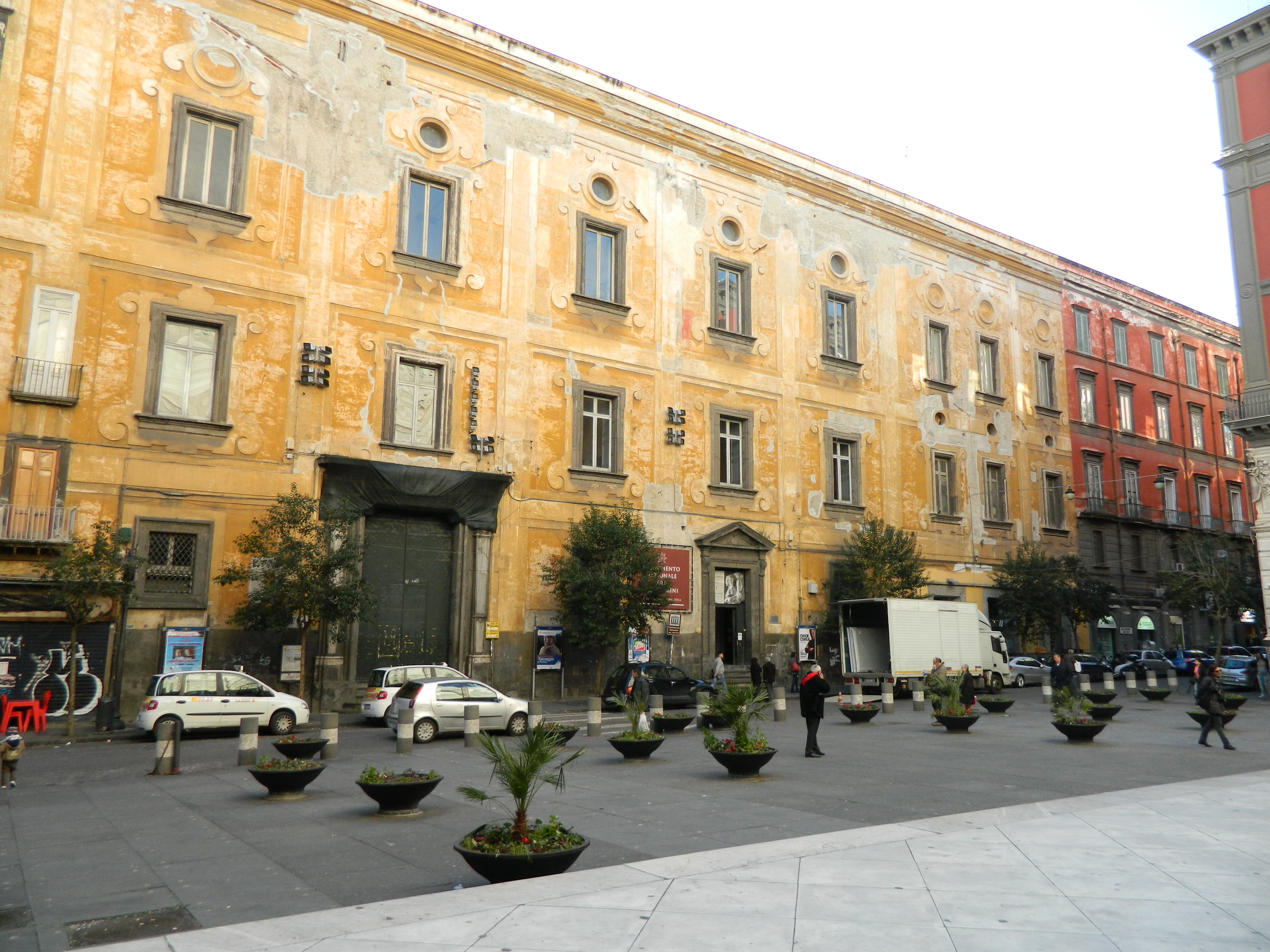
Ancien couvent des Oratoriens donnant sur la via Duomo.

Les cloîtres des Oratoriens ou en italien chiostri dei Girolamini (littéralement des « Hiéronymites », du nom de leur église mère à Rome, San Girolamo della Carità) sont deux cloîtres monumentaux du cœur historique de Naples inscrit au patrimoine mondial de l'UNESCO. Ils font partie de l'ancien couvent des oratoriens donnant sur la via Duomo, avec la grande église baroque des Girolamini, construite par les oratoriens à la fin du XVIe siècle.
Ce sont le petit cloître  (chiostro piccolo) dit aussi cloître de majolique ou cloître de la porterie. Le second cloître est appelé le grand cloître, ou cloître des oranges (chiostro degli aranci)

## Le petit cloître

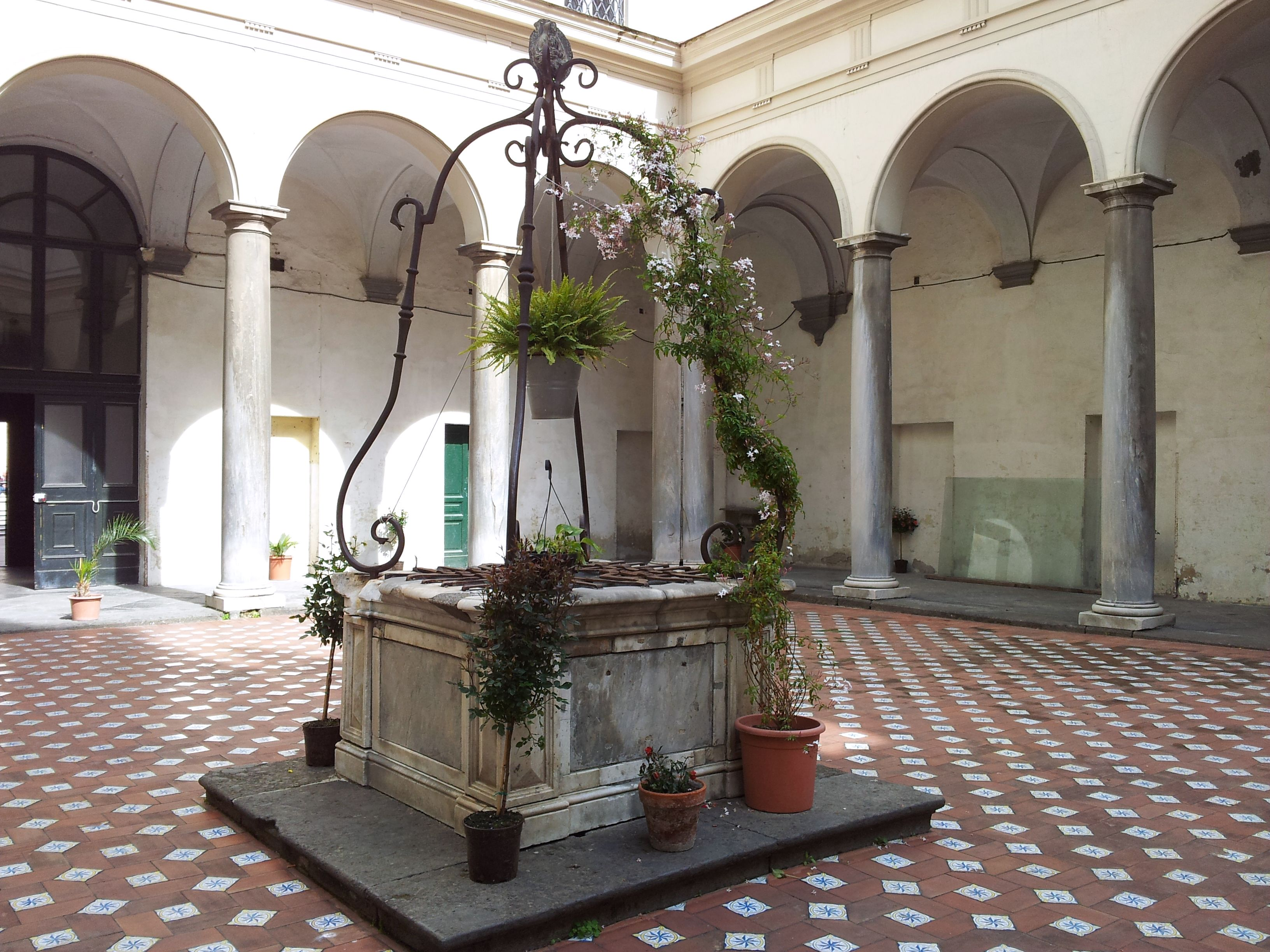
Photographie du puits du petit cloître.

Le petit cloître, ou cloître de la porterie car il donnait accès à la porterie (partie en dehors de la clôture permettant de communiquer avec l'extérieur) est le plus ancien des deux. Il date de la fin du XVIe siècle et a été construit à l'emplacement du palazzo Seripando selon les dessins du Florentin Giovanni Antonio Dosio qui a su réutiliser une partie de l'ancienne demeure nobiliaire. 
Le pavement de la fin du XIXe siècle est constitué d'une alternance de carreaux de tommettes de brique et de carreaux de majolique sur fond blanc avec des décorations bleues. Le cloître est de plan carré, ceint de colonnes de marbre soutenant les arcades. Il y a quatre colonnes de chaque côté avec des pilastres de piperno aux angles à deux semi-colonnes. Au milieu, se dresse un puits de marbre blanc de la fin du XVIe siècle. Il était alimenté à l'origine par les eaux de la Bolla.
Le petit cloître est dominé par une petite tour du XVIIIe siècle comportant une horloge et décoré d'un bas-relief de la Vierge à l'Enfant inspirée du modèle classique de la Madone de Vallicella, entourée d'un cercle flamboyant soutenu par des angelots, motif que l'on retrouve sur la pointe des arcs de la margelle.

## Le grand cloître
On accède au grand cloître par un escalier de piperno. Il date des années 1630 et a été conçu par le Florentin Dionisio Nencioni di Bartolomeo et Dionisio Lazzari. Il frappe le visiteur par ses dimensions imposantes et son jardin, véritable oasis de verdure de l'ancien couvent. Le jardin planté d'agrumes (d'où son nom de cloître des oranges) est plus bas que le portique, aussi on y descend par deux escaliers à la rampe en fer forgé donnant sur les grands côtés.
Les piliers sont au nombre de huit d'un côté et de neuf de l'autre. Ils entourent tout l'ensemble claustral et sont décorés de lésènes surplombées d'un motif de guirlande et de mascarons inspirés de l'architecture toscane du XVIe siècle. De même les grandes fenêtres en correspondance avec les arcades rappellent l'architecture toscane et elles donnent de la lumière au corridor dit des moines. Au-dessus se trouvent les petites fenêtres des cellules.
Du côté qui sépare les deux cloîtres, on remarque un cadran à six heures fait de majoliques. Du côté donnant sur le vico Girolamini monte un escalier imposant en escargot qui permet d'accéder aux étages supérieurs et à une galerie ouverte, en face de l'église monumentale. 
Du grand cloître, on peut rejoindre d'autres salles du couvent, ainsi que la biblioteca dei Girolamini (bibliothèque des oratoriens) et la galerie d'art  (quadreria dei Girolamini).

## Notes et références

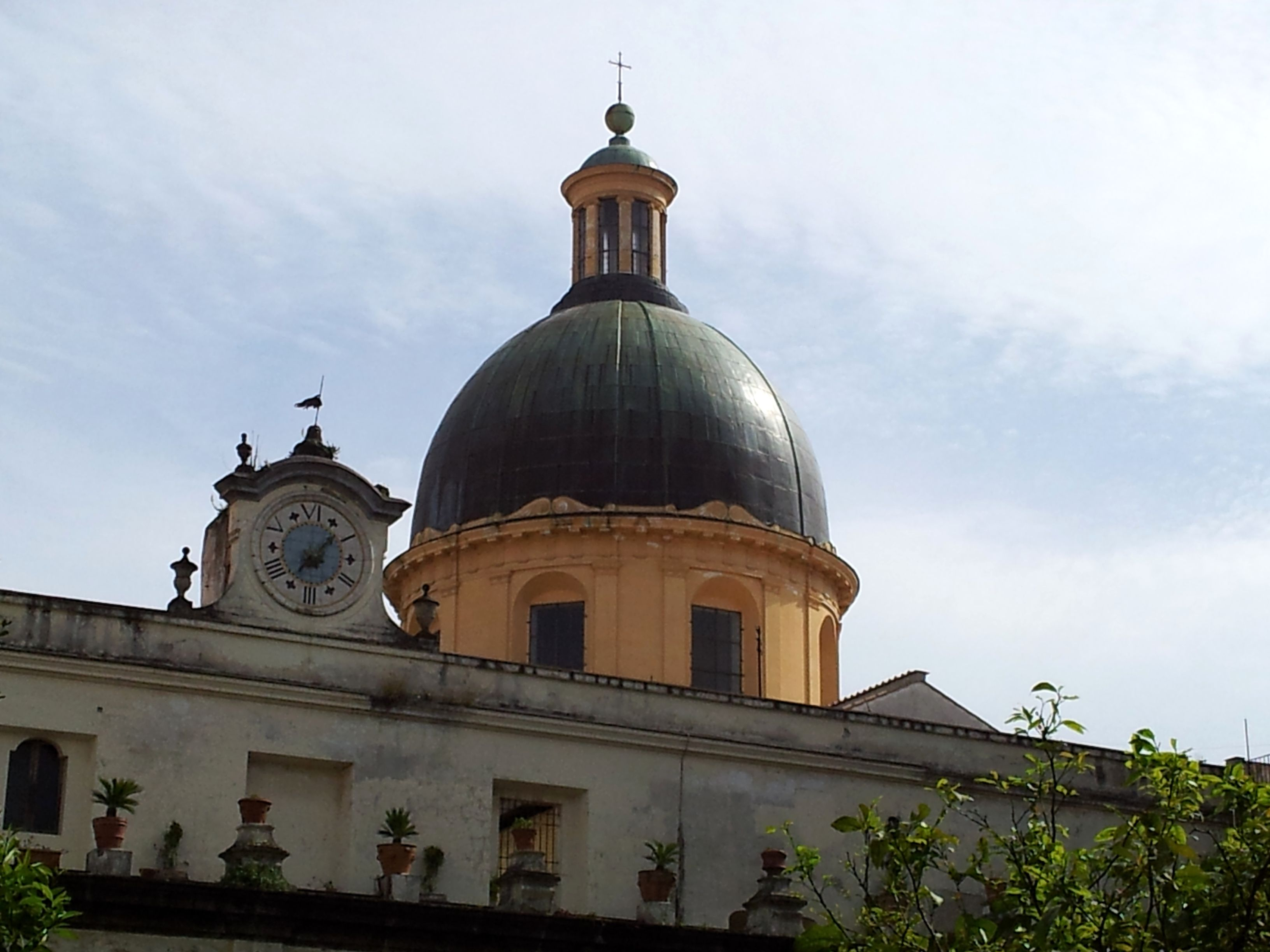
L'horloge du grand cloître avec au fond la coupole de l'église des Oratoriens.

## Source de la traduction
- (it) Cet article est partiellement ou en totalité issu de l’article de Wikipédia en italien intitulé « Chiostri dei Girolamini » (voir la liste des auteurs).